# Eiðisvatn

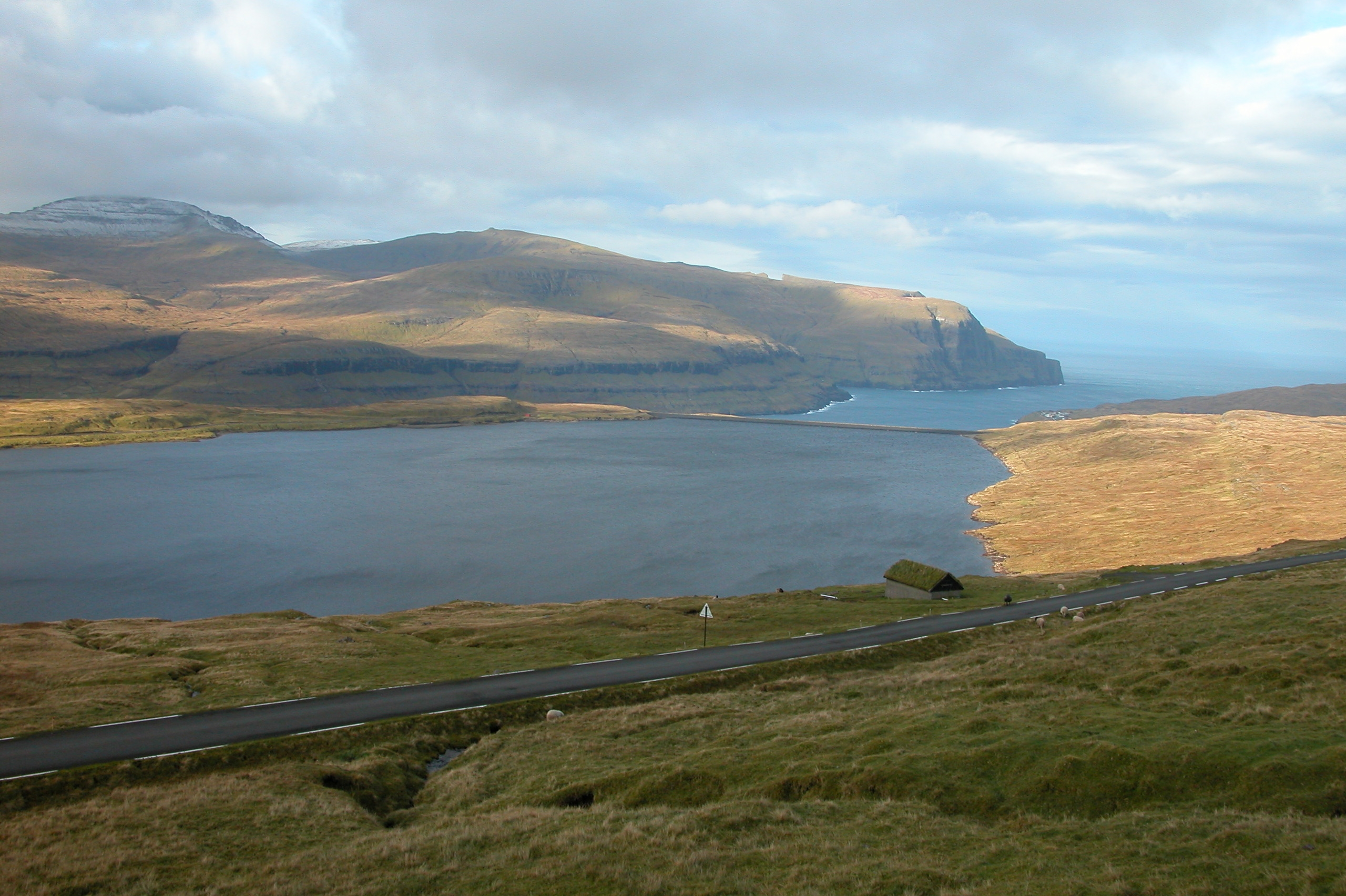
Vista del Eiðisvatn.

Eiðisvatn ("lago de Eiði") es un lago de las Islas Feroe, Dinamarca, ubicado en el norte de Eysturoy. Tiene un área de 0,5 km².
El lago se encuentra en una meseta que limita al oeste con una pendiente abrupta que desciende hasta el mar, al sureste de Eiði y entre este pueblo y Ljosá. El lago está apresado tanto por el noroeste como por el sur, y se utiliza para la generación de energía hidroeléctrica por la compañía intermunicipal SEV desde 1987. También hay cierta actividad turística, pesca de temporada y renta de botes.